# Americhernes eidmanni
Americhernes eidmanni är en spindeldjursart som först beskrevs av Beier 1935.  Americhernes eidmanni ingår i släktet Americhernes och familjen blindklokrypare. Inga underarter finns listade i Catalogue of Life.